# Mondial la Marseillaise à Pétanque

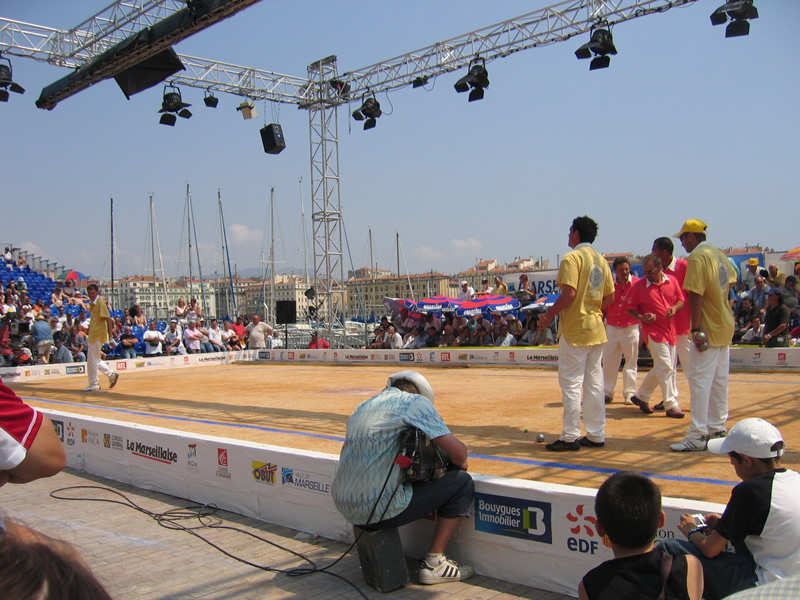
Halbfinale der Marseillaise im Jahr 2006

Das Mondial La Marseillaise à pétanque ist ein jährlich stattfindender internationaler Pétanque-Wettbewerb, der in Marseille in Frankreich ausgetragen und inoffiziell auch als Pétanque-Weltmeisterschaft bezeichnet wird.

## Das Turnier
Das Turnier beginnt jedes Jahr am ersten Juli-Sonntag und endet vier Tage später am folgenden Mittwoch. Gespielt wird vornehmlich im Parc Borély sowie auf weiteren Plätzen und Boulodromes in der ganzen Stadt. Die Endrunden wurden ehedem im Alten Hafen von Marseille ausgetragen, ab 2017 auf dem Vorplatz des Museum der Zivilisationen Europas und des Mittelmeers (MUCEM) und zuletzt im Parc Borély, wo zu diesem Anlass ein Stadion mit mehr als 3.000 Sitzplätzen installiert wurde. Durchschnittlich wird das Turnier von rund 150.000 Zuschauern pro Jahr besucht. Mit bis zu 15.000 Spielern aller Spielstärken ist es die weltgrößte Pétanque-Veranstaltung.
Der Wettbewerb ist als Concours général für Dreiermannschaften (Triplettes mixte) ausgeschrieben, wird jedoch in der Regel von Männerteams bestritten und vor allem auch gewonnen. Rekordsieger mit 7 Erfolgen ist Albert Pisapia vor Jean-Marc Foyot und Jean Kokoyan (alle Frankreich) mit jeweils 6 Siegen. Bei über 40 Austragungen kam das Siegerteam oder zumindest ein Mitglied des Siegerteams aus dem Departement Bouches-du-Rhône und damit aus der Region um Marseille oder direkt aus Marseille. 2023 bei der 62. Ausgabe des Ereignisses ging die Siegestrophäe an die Franzosen Mickael Bonetto, David, Riviera und Mayron Baudino vom Club C.A.S.E. Nizza.
Neben dem Hauptwettbewerb wird seit 1989 ein Rahmenwettbewerb für Mädchen und Jungen im Alter von 6 bis 15 Jahren ausgerichtet („triplettes jeunes mixtes“), der 2018 in zwei Wettbewerbe für unterschiedliche Altersstufen aufgeteilt wurde („benjamins/minimes“ und „cadets“). Seit 2002 gibt es eine weitere Veranstaltung für weibliche Teams, den Grand Prix feminin Derichebourg. 2021 konnte dieses Turnier ein Team des DPV mit Luzia Beil, Eileen Jenal und Dominique Probst gewinnen.

## Besonderheit
Das Mondial fand erstmals im Juli 1962 mit Unterstützung der Tageszeitung La Marseillaise statt, nach der die Veranstaltung benannt ist.  Fast von Anfang an wurde der Wettbewerb von Paul Ricard, dem Gründer des Unternehmens Ricard, das für die Pastis-Marke Ricard bekannt ist, stark unterstützt.
Bemerkenswert ist, dass der Name der Veranstaltung Mondial „à“ Pétanque lautet, nicht Mondial „de“ Pétanque, wie es grammatisch eigentlich korrekt sein müsste. Das Wort „Pétanque“ kommt vom provenzalischen Ausdruck à pèd tanca, was sinngemäß etwas „mit stehenden Füßen“ bedeutet und Bezug auf den werfenden Spieler nimmt, der die Kugeln stehend aus einem definierten Kreis wirft im Gegensatz zum Jeu Provençal, bei dem die Kugeln mit Anlauf und/oder Ausfallschritt geworfen werden.